# Checco Rissone
Pour les articles homonymes, voir Rissone.
Checco (Francesco)  Rissone, né à Turin ou Asti le 7 juillet 1909 et mort à Vicence 26 septembre 1985, est un acteur italien.

## Biographie
Francesco Rissone qui est né a Turin, est le jeune frère de Giuditta.
Il a fait ses débuts sur scène très jeune et a souvent travaillé dans les mêmes sociétés que sa sœur. 
Diplômé en Économie, dans les années d'après-guerre il s'est spécialisé comme acteur de genre, dans des films, à la télévision et au théâtre, le plus souvent au Piccolo Teatro de Milan, sous la direction de Giorgio Strehler,. 
Au Piccolo Teatro, Rissone a également travaillé en tant que directeur adjoint, puis comme professeur à l'école d'art dramatique,.

## Filmographie partielle
- 1933 : La segretaria per tutti d'Amleto Palermi
- 1937 : Questi ragazzi de Mario Mattoli
- 1938 : La mazurka di papà (it) d'Oreste Biancoli
- 1938 : L'orologio a cucù de Camillo Mastrocinque
- 1938 : Partire (it) d'Amleto Palermi
- 1938 : La dama bianca de Mario Mattoli
- 1939 : Ai vostri ordini, signora de Mario Mattoli
- 1940 : Les Cadets de l'Alcazar (L'Assedio dell'Alcazar) d'Augusto Genina
- 1940 : Centomila dollari  de Mario Camerini
- 1940 : Le Salaire du péché (La peccatrice) d'Amleto Palermi
- 1943 : Je vous aimerai toujours (T'amerò sempre) de Mario Camerini
- 1945 : Sept femmes, sept destins (Nessuno torna indietro) d'Alessandro Blasetti
- 1946 : Le soleil se lèvera encore d'Aldo Vergano
- 1947 : Chasse tragique de Giuseppe De Santis
- 1948 : La Course aux illusions (Molti sogni per le strade) de Mario Camerini
- 1949 : Au-delà des grilles de René Clément
- 1950 : Il sentiero dell'odio de Sergio Grieco
- 1951 : Miracle à Milan de Vittorio De Sica et Cesare Zavattini
- 1951 : Mamma mia che impressione!
- 1953 : Pain, Amour et Fantaisie de Luigi Comencini
- 1954 : Pain, Amour et Jalousie de Luigi Comencini
- 1962 : Eva de Joseph Losey
- 1966 : Les Saisons de notre amour de Florestano Vancini
- 1970 : Venez donc prendre le café chez nous d'Alberto Lattuada
- 1970 : La mort remonte à hier soir (La morte risale a ieri sera) de Duccio Tessari
- 1972 : Le général dort debout (titre original:Il generale dorme in piedi) de Francesco Massaro